# Celestynów (powiat Zgierski)
Celestynów is een dorp in het Poolse woiwodschap Łódź, in het district Zgierski. De plaats maakt deel uit van de gemeente Ozorków en ligt 21 km ten noorden van de stad Łódź.